# RFC Seraing
Royal Seraing FC – belgijski klub piłkarski, mający siedzibę w mieście Seraing, leżącym w Walonii, istniejący w latach 1904–1996.

## Historia
Klub został założony w 1904 roku jako FC Sérésien, a w 1928 roku do jego nazwy dodano przedrostek Royal. W 1931 roku zespół awansował do Division 1B, będącej wówczas odpowiednikiem drugiej ligi. W latach 1958, 1965 i 1980 roku awansował do drugiej ligi. Natomiast w 1982 roku nastąpił historyczny awans klubu do pierwszej ligi Belgii. Pobyt w pierwszej lidze trwał do 1987 roku, a w 1990 roku zespół spadł do trzeciej ligi. W 1991 roku nastąpił powrót do drugiej, a w 1993 roku do pierwszej ligi Belgii. W 1994 roku zmieniono nazwę klubu z RFC Sérésien na RFC Seraing. W tamtym roku zespół zajął 3. miejsce w lidze, najwyższe w swojej historii. W 1996 roku doszło do fuzji ze Standardem Liège z powodu kłopotów finansowych Seraing, którego nazwa zniknęła z piłkarskiej mapy Belgii.
Po rozpadzie Seraing utworzono w 1996 roku nowy klub o nazwie Seraing-RUL, niemający żadnych związków ze starym RFC Seraing. W 2006 roku zmienił on nazwę na RFC Seraing.

## Sukcesy
- Eerste Klasse:
  - 3. miejsce (1): 1994
- Tweede Klasse:
  - mistrzostwo (2): 1982, 1992

## Europejskie puchary
Legenda do wszystkich tabel:
- Q – runda eliminacyjna, 1/16, 1/8, 1/4, 1/2 – odpowiednia faza rozgrywek, Grupa – runda grupowa, 1r gr – pierwsza runda grupowa, 2r gr – druga runda grupowa, F – finał, R – runda, PO – play-off
- k. – rzuty karne, los. – losowanie, Dogr. – dogrywka, w. – zasada bramek strzelonych na wyjeździe

| Sezon   | Rozgrywki   | Runda | Klub          | Dom | Wyjazd | Ogólnie |
| ------- | ----------- | ----- | ------------- | --- | ------ | ------- |
| 1994/95 | Puchar UEFA | 1R    | Dinamo Moskwa | 3–4 | 1–0    | 4–4, w. |

## Reprezentanci kraju grający w klubie
- Alain Bettagno
- Roberto Bisconti
- Nico Claesen
- Guy Dardenne
- Alain De Nil
- Olivier Doll
- Ronald Foguenne
- Michaël Goossens
- Jean-Marie Houben
- Emmanuel Karagiannis
- Ján Kozák
- Jens Jørn Bertelsen
- Lars Olsen
- Félix-Michel Ngonge
- Ranko Stojić
- Jean-Claude Pagal
- Igor Vrablic
- Karim M'ghoghi
- Juan Carlos Oblitas
- Percy Rojas
- Jan Benigier
- Jules Bocandé
- Eugène Kabongo